# Sara Hughes
 Sara Elizabeth Hughes (Long Beach, 14 de fevereiro de 1995) é  ex-uma voleibolista indoor e atualmente jogadora de voleibol de praia estadunidense, que nas quadras atuou na posição de levantadora e conquistou a medalha de ouro  na edição do Campeonato Mundial Universitário de Vôlei de Praia de 2016 na Estônia e foi medalhista de bronze nas edições do  Campeonato Mundial de Vôlei de Praia Sub-19 em Portugal e no Campeonato Mundial de Vôlei de Praia Sub-21 do Chipre.

## Carreira
Filha de Rory e Laura Hughes, através de seus irmãos mais velhos Connor e Lauren, que se destacaram no voleibol indoor universitário, mais uma razão para o interesse pela modalidade, consolidado desde os tempos que estudava e representava o Mater Dei Hight School, localizado em Santa Ana, e nesta instituição por quatro anos foi “letterwinner’’, atuando na posição de levantadora, fazendo parte do segundo time nacional do returno por parte de eleição da Volleyball Magazine High School em 2012, também titular absoluta pela Federação Interescolástica da Califórnia (CIF-California Interscholastic Federation), e foi eleita pelo jornal Orange Country Register a jogadora do ano na categoria sênior.
Pelo Circuito da AVP (Associação de Vôlei Profissional Americana) ou AVP Pro Beach Tour de 2008 formou dupla com Caitlyn Murphy e no Long Beach Open terminaram na quinquagésima terceira posição; e ao lado de Jane Croson disputou a edição do Campeonato Mundial de Vôlei de Praia Sub-19 de 2008 sediado em Brighton, terminando na nona posição.
Em 2009 entrou para o segundo time e homenageada como caloura na liga para o primeiro time já em seu segundo ano juvenil e último ano, entre as premiações individuais foi neste mesmo ano a melhor jogadora defensiva e melhor jogadora (MVP) em 2010, 2011 e 2012, bons índices de aproveitamento entre 2009 a 2011, ganhadora do prêmio estudantil de Outstanding College Preparatory English em 2011 e foi nomeada Atleta Feminina do Ano do colegial e defendeu as cores por oito anos do Long Beach VC, contribuindo para obtenção da medalha de ouro na Olimpíada Juvenil de 2011 na divisão 16 aberta.
Na temporada de 2011 disputou ao lado de Justine Wong-Orantes a edição do Campeonato Mundial de Vôlei de Praia Sub-19 em Umago, ocasião que finalizaram na nona posição e na edição do Campeonato Mundial de Vôlei de Praia Sub-21 no mesmo ano em Halifax , competindo com Caitlin Racich, finalizaram na vigésima quinta colocação.
Disputou o Circuito Jose Cuervo Pro Beach Volleyball Series de 2011 em Manhattan Beach ao lado de Caitlin Racich, encerrando na décima sétima colocação. Com Kaitlin Nielsen estreou na edição do Circuito Mundial de Vôlei de Praia de 2012 no Aberto de Bang Saen e não pontuaram.
Pelo Circuito NORCECA de Vôlei de Praia de 2012 atuou com Kirby Burnham e terminaram na sétima posição na etapa de Chula Vista e compondo parceria com Lilla Frederick terminaram na vigésima quinta na etapa de Manhattan Beach posição pelo Circuito Jose Cuervo Pro Beach Volleyball Series de 2012.
Novamente competindo com Justine Wong-Orantes disputou mais uma edição do Campeonato Mundial de Vôlei de Praia Sub-19 de 2012 em Lárnaca, finalizaram na nona colocaçãoe ao lado de Summer Ross conquistou a quarta posição na edição do Campeonato Mundial de Vôlei de Praia Sub-21 de 2012 em [Halifax]].Conquistou a medalha de bronze ao lado de Kelly Claes na edição do Campeonato Mundial de Vôlei de Praia Sub-19 de 2013 em Porto.
Em 2013 ao lado de Lane Carico disputou o Circuito NORCECA de Vôlei de Praia sediado em Boquerón (Cabo Rojo), em Porto Rico, sagraram-se medalhistas de ouro no referido torneio.
Na temporada de 2014 a caloura da  USC formou dupla com  Kirby Burnham conquistaram o título do Campeonato Nacional de Duplas  da Associação Americana de Treinadores de Voleibol (AVCA - American Volleyball Coaches Association), sendo premiada pela AVCA, alcançando com esta atleta um novo recorde da USC, 42 vitórias contra apenas quatro derrotas; venceram o Torneio de Duplas da  USC, o Desafio Rainbow Wahine Spring, o USAV Beach Collegiate Challenge e o Pac-12 Invitational, sendo considerada a melhor novata de vôlei de praia da turma de 2013,  selecionada para a listada da 2013 Volleyball Magazine Fab 50 e tornou-se a primeira jogadora do ensino médio a declarar que jogará apenas vôlei de areia a nível colegial.
Ainda em 2014 jogou ao lado de Geena Urango no Circuito da AVP e alcançaram  a vigésima primeira posição no Milwaukee Open, atingiu o décimo sétimo lugar ao lado de Angela Bensend no Salt Lake City Open e o trigésimo terceiro lugar  com Kelly Claes no Manhattan Beach Open.Disputou com Kellie Woolever a edição do Campeonato Mundial de Vôlei de Praia Sub-23 de 2014 e foram as quintas colocações nesta edição que finalizou em Mysłowice e juntamente com Kelly Claes conquistou a medalha de bronze no Campeonato Mundial de Vôlei de Praia Sub-21 de 2014 em Lárnaca.
No Circuito NORCECA de Vôlei de Praia de 2014 sediado Boquerón (Cabo Rojo), e sagraram-se medalhistas de prata, mesma posição obtida na etapa de Chula Vista com Whitney Pavlik.
Em 2015 foi premiada pela AVCA, venceu o Campeonato Nacional da AVCA ao lado de Kelly Claes, atingiram a marca de 44 vitórias e tres derrotas, vencendo títulos no Torneio da USC, no Queen of the Beach Challenge Gold Bracket, no USAV Beach Collegiate Challenge Gold Bracke e Pac-12 Invitational Gold, no geral terminaram a temporada na vigésima quinta colocação e venceram o 2014 EVP Winter Series Tournament em Huntington Beach.Disputou o Circuito da AVP de 2015 conquistou o terceiro lugar no Nova Iorque Open com Kelly Claese a nona posição no Manhattan Opene juntas ainda disputaram o Aberto de Long Beach pelo Circuito Mundial de Vôlei de Praia de 2015 e finalizaram na quadragésima primeira colocação; e também competiram pelo Circuito NORCECA neste mesmo ano e alcançaram o bronze na etapa de North Bay (Ontário) e foram campeãs na etapa de Varadero.
Em mais um temporada pela USC marcou a invencibilidade de 48 vitórias perdendo apenas um set ao lado de Kelly Claes para ajudar as "Mulheres de Tróia" a fazer história como os primeiros campeões da primeira edição do Campeonato Nacional de Vôlei de Praia de 2016 da NCAA (National Collegiate Athletic Association) e conquistaram a medalha de ouro no Campeonato Mundial Universitário de Vôlei de Praia de 2016 em Pärnu , e pelo terceiro ano consecutivo foi premiada pela AVCA, nomeado para o primeiro time na estreia da Conferencia Pac-12, recebeu os prêmios do primeiro time pela DiG Magazine e pelo mesmo veículo o de melhor jogadora nacional do ano, ganhou o Pac-12, a coroa de ouro Aloha Invitational, os campeonatos de ouro do Invitational Hawai'i e o USAV Beach Collegiate Challenge, conquistou o Campeonato de Duplas da Pac-12 e foi nomeada nesta conferência a dupla do ano; e a temporada de 2017 foi sua última pela USC e atuou como capitã da equipe.
Pelo Circuito da AVP  de 2016 continuou atuando com Kelly Claes e alcançaram a terceira posição no Nova Iorque Opene o vice-campeonato no San Francisco; na temporada do Circuito Mundial de Vôlei de Praia de 2016 permaneceram juntas e terminaram na décima sétima colocação no Major Series de Klagenfurt e a nona colocação no Aberto de Long Beach; e conquistaram os títulos nas etapas do Circuito NORCECA de Vôlei de Praia de 2016  em North Bay (Ontário) e em Boquerón (Cabo Rojo).
Em mais uma jornada esportiva com Kelly Claes, competiram juntas na edição do Circuito da AVP de 2017, obtendo o sétimo posto no Nova Iorque Open, o nono posto no Seattle Open, o terceiro lugar em Manhattan Beach Open e o título no Chicago Open.
Deu início na temporada de 2017 do Circuito Mundial de Vôlei de Praia ao lado de Lauren Fendrick e terminaram na nona posição no torneio categoria cinco estrelas de Fort Lauderdale, na sequência conquistou o título do Campeonato da USA Volleyball Collegiate  de Vôlei de Praia de 2017 ao lado de Kelly Claes, depois competiram juntas no circuito mundial, terminando na quinta posição no quatro estrelas do Rio de Janeiro e no cinco estrelas de Porec, como também o décimo sétimo posto no torneio categoria três estrelas de Mosco e quatro estrelas de Olsztyn, obtendo o nono lugar no cinco estrelas de Gstaad e na edição do Campeonato Mundial de Vôlei de Praia de 2017 em Viena; e ainda conquistaram a medalha de bronze no Long Beach Presidents Cup de 2017, e foi premiada com a melhor novata do circuito mundial nesta temporada.
Retomou a parceria com  Summer Ross em 2018, conquistando pelo correspondente Circuito da AVP os títulos do Nova Iorque Open e também do Hermosa Beach Open.
Iniciou com Kelly Claes pelo Circuito Mundial de Vôlei de Praia de 2018 alcançando as nonas colocações no torneio quatro estrelas de Haia e cinco estrelas de Fort Lauderdale e continuou nos demais torneios com Summer Ross, quando finalizaram nas  nonas colocadas no quatro estrelas de Ostrava e cinco estrelas de Gstaad, os décimos sétimos postos nos torneios quatro estrelas de Itapema e  Warsaw, também chegaram em quinto lugar no quatro estrelas de Xiamen e Huntington Beach terminando na mesma posição no cinco estrelas de Viena, obtendo o bronze   no torneio quatro estrelas de Espinho, e com esta atleta, ainda foram, , conquistando o ouro no quatro estrelas de Moscou, e no Finals FIVB World Tour de 2018 novamente em Hamburgo, terminaram na sétima posição.

## Títulos e resultados
- Elite 16 de Ostrava do Circuito Mundial de 2024
- Elite 16 de Tepic do Circuito Mundial de 2023
- Torneio 4* de Moscou do Circuito Mundial de 2018[7]
- Elite 16 de Gstaad do Circuito Mundial de 2023
- Elite 16 de Doha do Circuito Mundial de 2024
- Torneio 4* de Espinho do Circuito Mundial de 2018[7]
- Elite 16 de Uberlândia do Circuito Mundial de 2023
- Etapa de Boquerón (Cabo Rojo) do Circuito NORCECA de Vôlei de Praia:2016[29]
- Etapa de North Bay (Ontário) do Circuito NORCECA de Vôlei de Praia:2016[28]
- Etapa de Varadero do Circuito NORCECA de Vôlei de Praia:2016[24]
- Etapa de Boquerón (Cabo Rojo) do Circuito NORCECA de Vôlei de Praia:2013[13]
- Etapa de Chula Vista do Circuito NORCECA de Vôlei de Praia:2014[20]
- Etapa de Boquerón (Cabo Rojo) do Circuito NORCECA de Vôlei de Praia:2014[19]
- Etapa de North Bay (Ontário) do Circuito NORCECA de Vôlei de Praia:2015[23]
- Hermosa Beach Open do Circuito da AVP de Vôlei de Praia:2018[36]
- Nova Iorque Open do Circuito da AVP de Vôlei de Praia:2018[35]
- Chicago Open do Circuito da AVP de Vôlei de Praia:2017[33]
- San Francisco Open do Circuito da AVP de Vôlei de Praia:2016[27]
- Manhattan Beach Open do Circuito da AVP de Vôlei de Praia:2017[32]
- Nova Iorque Open do Circuito da AVP de Vôlei de Praia:2016[26]
- Nova Iorque Open do Circuito da AVP de Vôlei de Praia:2015[21]
- Long Beach Presidents Cup de Voleibol de Praia:2017[7]
- Campeonato  Mundial de Vôlei de Praia Sub-21:2012[11]
- Campeonato Nacional Universitário NCAA de Vôlei de Praia:2016[1]
- Campeonato da USA Volleyball Collegiate  de Vôlei de Praia:2017[7]

## Premiações individuais
- Melhor Novata do Circuito Mundial de Vôlei de Praia de 2017[34]